# GardaWorld
Pour les articles homonymes, voir Garda.
GardaWorld est une société canadienne spécialisée dans la sécurité fondée par Stéphan Crétier en 1995 et dont le siège social est situé à Montréal. La compagnie offre aux entreprises et organismes des secteurs public et privé des solutions comprenant la sécurité physique, le transport des valeurs, la sécurité électronique et les services d’enquête.  Elle offre ses services grâce à ses 500 sites répartis dans 45 pays en Amérique du Nord, en Europe, en Afrique, en Asie et au Moyen-Orient.

## Historique

### Les débuts
En septembre 2003, elle conclut l'acquisition de la compagnie québécoise Sécur pour une valeur estimée à 13,5 millions de dollars canadiens ($). La transaction fait passer à 5 000 le nombre d'employés de Garda World.
En février 2007, elle acquiert la compagnie américaine ATI, présente dans 35 États américains et employant 7 000 personnes. Avec cette acquisition, GardaWorld devient le deuxième plus grand acteur dans le transport de valeurs en Amérique du Nord avec une part de marché de 18 % aux États-Unis et de 15 % au Canada. Elle devient aussi le cinquième plus gros acteur mondial en sécurité physique et transport de valeurs avec un chiffre d'affaires de 1,4 milliard CA$.
Le 11 mars 2006, elle acquiert la filiale canadienne de la société britannique Rentokil Initial.

### 2010-2020
Le 18 octobre 2011, elle acquiert Aeroguard, société ontarienne spécialisée dans la gestion de la sécurité des aéroports, au coût avancé de 16 millions CAD. Cette société a obtenu un contrat de cinq ans d'une valeur de 431,6 millions pour la « responsabilité du contrôle préembarquement dans les aéroports de l'Alberta, de la Saskatchewan, du Manitoba et des Territoires du Nord-Ouest ».
En 2013, la division de transport de valeurs signe une entente de 12 ans d’une valeur de 1,4 milliard $ avec les 32 sites de Bank of America à travers les États-Unis. Cela ajoute plus de 1 000 employés aux effectifs de GardaWorld.
En 2016, GardaWorld élargit son offre de services en Afrique grâce à l'acquisition de la compagnie KK Security.
La compagnie poursuit son expansion américaine avec l'achat de United American Security (UAS), société qui compte 24 succursales et 3 600 employés répartis dans 16 États. Se succèdent ensuite les acquisitions de NYA, un cabinet-conseil en gestion de risques et finalement de Whelan Security. Garda se retrouve alors parmi les 10 plus grandes sociétés de gardiennage aux États-Unis avec 10 000 employés.
En septembre 2020, GardaWorld annonce faire une offre sur G4S pour 2,95 milliards de livres, offre qui est rejetée par la direction de ce dernier.

## Activités
Les activités de GardaWorld s’organisent autour de plusieurs pôles et pays :
- services de protection : agents de sécurité, patrouilles mobiles, signalisation routière, service d’enquêtes
- services aviation : contrôle pré-embarquement dans 28 aéroports canadiens avec l’Administration canadienne de la sûreté du transport aérien
- services de protection internationaux[4] : sécurité des ambassades, gestion de crises en Afrique et au Moyen-Orient
- service de transport de valeurs en Amérique du Nord

Les personnels armés de GardaWorld sont dotés de HK P2000.

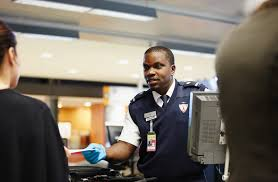
Agent GardaWorld au service pré-embarquement

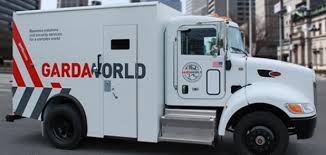
Camion blindé GardaWorld